# Tremersdorf

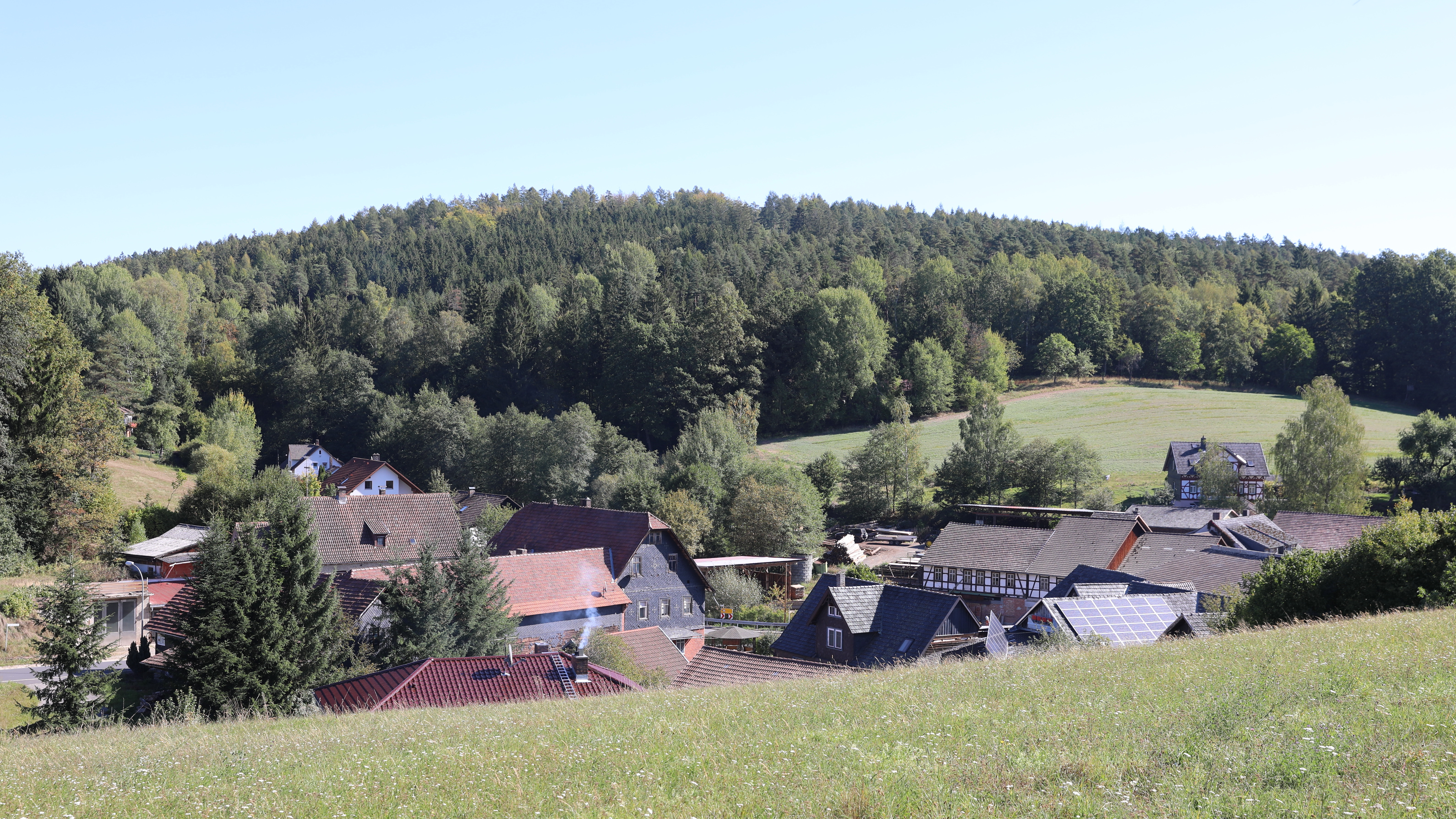
Tremersdorf – Teilansicht von Westen

Tremersdorf ist ein Gemeindeteil von Lautertal im oberfränkischen Landkreis Coburg.

## Lage
Tremersdorf liegt etwa elf Kilometer nördlich von Coburg am Zusammenfluss von Rottenbach und Weihergraben zur Lauter (auch als Lauterbach bezeichnet). Durch das Dorf führt die Kreisstraße CO 27, ehemals Bundesstraße 4. Gemeindeverbindungsstraßen nach Mirsdorf und Görsdorf zweigen von der Kreisstraße ab.

## Geschichte
Tremersdorf wurde 1315 erstmals urkundlich genannt. Eine weitere urkundliche Erwähnung als „Traymarstorf“ erfolgte 1317 im Urbarium, einer Auflistung von Besitzungen der Henneberger beim Erwerb der Neuen Herrschaft. Der Ortsname weist auf einen Siedler namens Tragemar oder Traimar oder Dragomar hin. Die Herren von Haldeck wurden von den Grafen von Henneberg mit Tremersdorf und dem benachbarten Neukirchen beliehen.
Anfang des 14. Jahrhunderts lag Tremersdorf im Herrschaftsbereich der Henneberger. 1353 kam der Ort mit dem Coburger Land im Erbgang zu den Wettinern und war somit ab 1485 Teil des Kurfürstentums Sachsen, aus dem später das Herzogtum Sachsen-Coburg hervorging.
Für 1423 wurde die Tremersdorfer Mühle erstmals als Lehen der Herren von Coburg genannt. Nach dem Dreißigjährigen Krieg lebte nur noch der Müller in dem Ort. 1535 wurde Tremersdorf aus dem Meederer Kirchsprengel nach Rottenbach umgepfarrt.
1857 hatte Tremersdorf 14 Schulkinder und 86 Einwohner, die in 12 Wohnhäusern lebten.
Die Kinder besuchten die Schule in Rottenbach. 1965 wurde die zweiklassige Schule Rottenbach-Tremersdorf in das neu gebaute Schulhaus der Gemeinden Unterlauter und Oberlauter verlegt.
1914 wurde die Gastwirtschaft Eisenhammer errichtet. In einer Volksbefragung am 30. November 1919 stimmten zwei Tremersdorfer Bürger für den Beitritt des Freistaates Coburg zum thüringischen Staat und 45 dagegen. Somit gehörte ab dem 1. Juli 1920 Tremersdorf zum Freistaat Bayern. 1925 umfasste das 306,98 Hektar große Dorf 83 Einwohner, die alle der evangelischen Kirche angehörten, und 13 Wohngebäude. Die Schule und die evangelische Kirche lagen im 2,7 Kilometer entfernten Rottenbach.
Von 1945 bis 1989 entsprach die Gemeindegrenze im Osten der innerdeutschen Grenze.
1968 stimmten nach einer Diskussion in der Gastwirtschaft Eisenhammer sechs Bürger für Rottenbach, fünf für Neukirchen und neun enthielten sich der Stimme. Am 1. Januar 1969 wurde Tremersdorf nach Rottenbach eingemeindet. Am 1. Mai 1978 wurde Rottenbach zwangsweise zu einem Gemeindeteil der 1969 gegründeten Gemeinde Lautertal. 1987 umfasste das Dorf 87 Personen, 25 Wohngebäude und 29 Wohnungen.

## Einwohnerentwicklung
| Jahr | Einwohner | Quelle |
| ---- | --------- | ------ |
| 1857 | 86        | [ 6 ]  |
| 1910 | 76        | [ 14 ] |
| 1933 | 93        | [ 15 ] |
| 1939 | 85        | [ 15 ] |
| 2004 | 73        | [ 16 ] |